# Taga (Pirineos)
El Taga es una montaña del Ripollés. Está situada en la Serra Conivella y está separada de la Serra Cavallera por la Portella de Ogassa. Aunque no es una montaña muy alta, domina el valle del Freser y del Ter y es un punto de referencia de la comarca. Además es un mirador espléndido de las cimas de los  Pirineos de Puigmal al Canigó. Está totalmente deforestada y ocupada por prados de pastura, como la Sierra Cavallera. 
Los municipios más próximos son Bruguera, Ribas de Freser, Ogassa (al que pertenece) y Pardinas.